# 블레이저 (웹 프레임워크)
블레이저(Blazor)는 개발자가 C# 및 HTML을 사용하여 웹 앱을 만들 수 있는 자유-오픈 소스 웹 프레임워크이다. 마이크로소프트에서 개발 중이다.

## 개요
블레이저 앱의 6가지 버전이 발표되었다.
블레이저 서버: 이러한 앱은 ASP.NET Razor 구문을 사용하여 정의된 UI와 함께 ASP.NET Core 서버 프로세스에서 호스팅된다. 원격 클라이언트는 씬 클라이언트 역할을 한다. 즉, 처리 로드의 대부분이 서버에 있다는 의미이다. 클라이언트의 웹 브라우저는 작은 페이지를 다운로드하고 SignalR을 사용하여 웹소켓 연결을 통해 UI를 업데이트한다. 블레이저 서버는 .NET Core 3의 일부로 릴리스되었다.
블레이저 웹어셈블리: 실행 전에 클라이언트의 웹 브라우저에 다운로드되는 단일 페이지 앱이다. 다운로드 크기는 Blazor Server보다 크며 앱에 따라 다르며 처리는 전적으로 클라이언트 하드웨어에서 수행된다. 그러나 이 앱 유형은 응답 시간이 빠르다. 이름에서 알 수 있듯이 이 클라이언트측 프레임워크는 자바스크립트가 아닌 웹어셈블리를 대상으로 한다(그러나 함께 사용할 수 있음).
블레이저 PWA 및 블레이저 하이브리드 에디션: 전자는 PWA(프로그레시브 웹 앱)를 지원한다. 후자는 플랫폼 기반 프레임워크(웹 프레임워크와 반대)이지만 여전히 웹 기술(예: HTML 및 CSS)을 사용하여 사용자 인터페이스를 렌더링한다.
블레이저 하이브리드: 이전에 블레이저 네이티브로 알려진 이 블레이저 버전은 기본 운영 체제에 내장된 HTML 렌더링 엔진을 사용하여 기본 플랫폼 앱에서 사용자 인터페이스를 렌더링한다.
블레이저 유나이티드: 이러한 앱은 블레이저 서버와 블레이저 웹어셈블리의 조합이며 개발자가 렌더링 모드를 더 세밀하게 조정할 수 있는 "두 세계의 최고" 솔루션을 허용한다. 이 접근 방식은 블레이저 웹어셈블리에 필요한 잠재적으로 큰 규모의 사전 다운로드와 Blazor Server에 필요한 지속적으로 열려 있는 SignalR 연결의 단점을 극복한다. 이 블레이저 버전은 현재 .NET 8 로드맵의 일부이며 아직 출시되지 않았다.
ASP.NET 및 블레이저에 대한 설명으로 인해 발생할 수 있는 혼란에도 불구하고 후자는 이러한 유형의 애플리케이션에서 일반적으로 사용되는 자바스크립트 언어 대신 C# 프로그래밍 언어를 사용하려는 목적으로 웹 애플리케이션 생성에 중점을 둔다.
.NET 5가 출시되면서 블레이저는 인터넷 익스플로러 및 레거시 버전의 마이크로소프트 엣지에서 작동을 중단했다.

## 예
다음 예에서는 버튼을 클릭하여 증가할 수 있는 간단한 카운터를 구현하는 방법을 보여준다.
```
<
h1
>
Blazor code example
</
h1
>

<
p
>
count: @count
</
p
>

<
button
 
@
onclick
=
"IncCount"
>
Click to increment
</
button
>

@code {
    private int count = 0;

    private void IncCount()
    {
        count++;
    }
}

```

## 같이 보기
- asm.js
- 구글 네이티브 클라이언트